# Mezi námi medvědy
Mezi námi medvědy (v anglickém originále We Bare Bears) je americký animovaný televizní seriál vytvořený animátorem Danielem Chongem pro televizní stanici Cartoon Network. Děj pořadu se odehrává v metropolitní oblasti San Francisco Bay Area a sleduje snahu o začlenění tři antropomorfních medvědích sourozenců – Grizze, Pandy a Leďáka, jimž propůjčili hlasy Eric Edelstein, Bobby Moynihan a Demetri Martin – do lidské společnosti. Předchůdcem seriálu byl Chongův webový komiks The Three Bare Bears. Pilotní díl měl světovou premiéru na nizozemském festivalu animovaného filmu „KLIK!“, kde vyhrál cenu dětského publika. Seriál měl premiéru dne 27. července 2015.
Dne 30. května 2019 stanice Cartoon Network oznámila vydání stejnojmenného animovaného filmu na rok 2020 a vývoj spin-offu We Baby Bears. Ten se zaměřuje primárně na dětství medvědích protagonistů a vyšel v lednu 2022. Film We Bare Bears, který slouží jako závěr seriálu měl premiéru na stanici Cartoon Network 7. září 2020.

## Děj

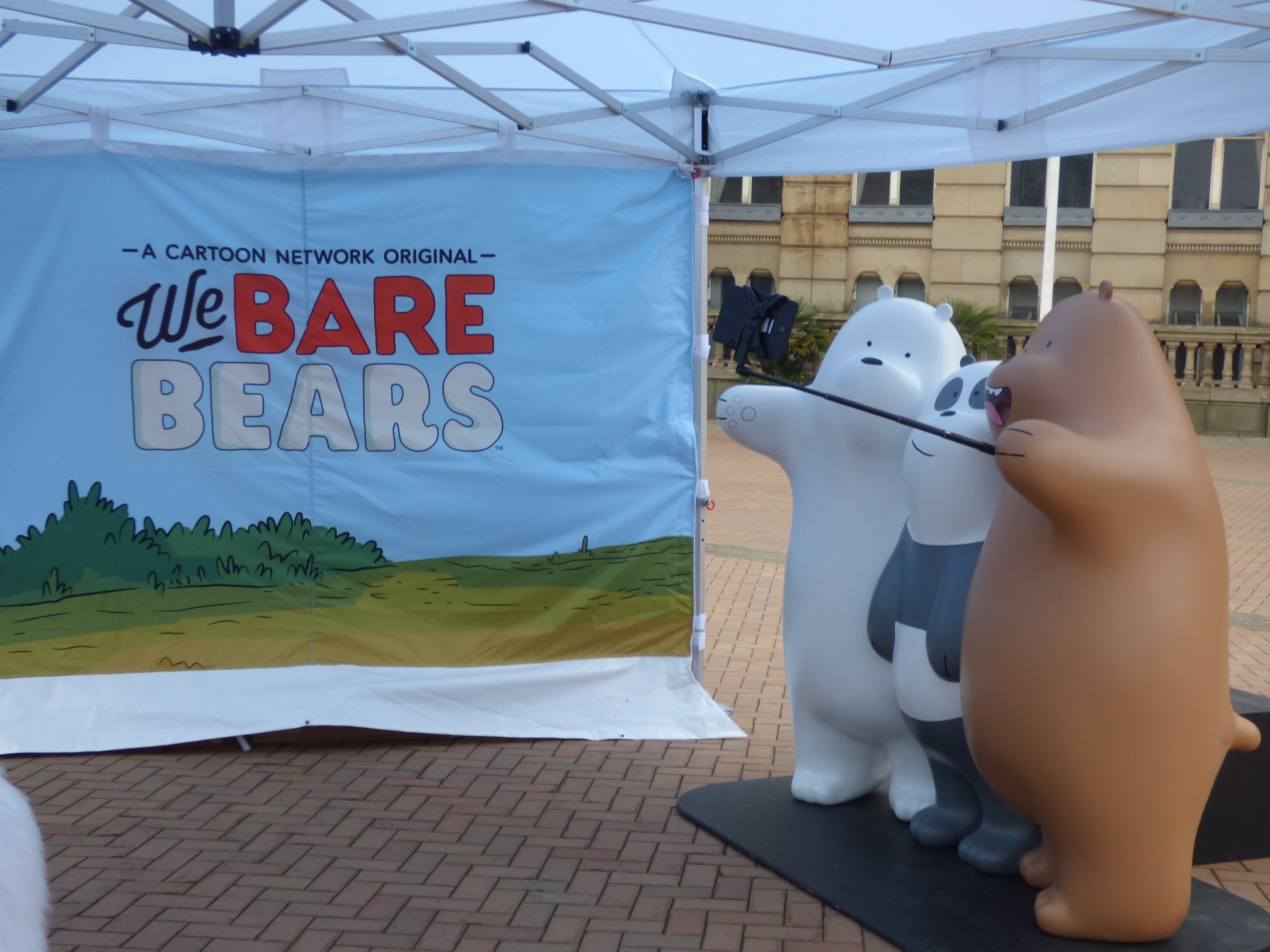
Sousoší všech tří medvědích bratrů pořizujících si selfie na promo akci v Birminghamu

Mezi námi medvědy sleduje osudy tří nevlastních medvědích bratrů: vůdcovského Grizze (medvěd grizzly), nemotorného Pandy (panda velká) a tichého Leďáka (medvěd lední, v angličtině Ice Bear). Tito se snaží zapadnout do lidské společnosti což obnáší každodenní činnosti jako kupování jídla, hledání kamarádů ale i ty nevšednější v moderním světě plném různých sociálních a digitálních trendů a norem. Daniel Chong vyrůstal jako outsider a snahu zapadnout proto promítl i do svého díla. Důležitým faktorem je, že ačkoliv se ne vždy jejich záměr podaří, mají sebe navzájem. Mezi jednu z jejich zvláštností patří způsob dopravy, kdy, podobně jako zvířata z pohádky brémští muzikanti, vytvoří jakousi „medvědí věž“. Tento výjev tří medvědů stojících jeden na druhém je pro seriál ikonický. Mezi vedlejší postavy, se kterými se medvědi přátelí, patří bigfoot Charlie, nadaná dívka korejského původu Chloe Parková, strážkyně parku Tabesová, prodavačka ovoce a zeleniny Lucy a koala medvídkovitý Nom Nom, který je pro svou roztomilost internetovým fenoménem. Některé epizody se odehrávají v neurčité minulosti, ve které jsou bratři stále medvíďaty a nebydlí ještě v San Franciscu.

## Přehled řad
| Řada           | Díly           | Premiéra v USA    | Premiéra v USA    |
| Řada           | Díly           | První díl         | Poslední díl      |
| -------------- | -------------- | ----------------- | ----------------- |
| Pilotní díl    | Pilotní díl    | 6. listopadu 2014 | 6. listopadu 2014 |
| 1              | 26             | 27. července 2015 | 11. února 2016    |
| 2              | 26             | 25. února 2016    | 11. dubna 2017    |
| 3              | 44             | 3. dubna 2017     | 16. února 2018    |
| 4              | 44             | 30. července 2018 | 27. května 2019   |
| Televizní film | Televizní film | 7. září 2020      | 7. září 2020      |

## Produkce
Tvůrcem seriálu je animátor Daniel Chong, který dříve pracoval jako kreslíř storyboardů pro studia Walt Disney Animation Studios, Pixar a Illumination Entertainment, kde pracoval například na filmu V hlavě nebo krátkometrážním Toy Story: Strašidelný příběh hraček. Produkční společností je Cartoon Network Studios. Koncepce seriálu je založena na Chongově původním webovém komiksu The Three Bare Bears, který vydával mezi lety 2010 a 2011. Jeho jednoduchý vizuální styl je inspirován ručně malovanými adaptacemi děl jako Peanuts nebo Medvídek Pú.

## Přijetí
Mezi námi medvědy se setkalo s pozitivní odezvou kritiků. Pilotní díl byl v roce 2014 popsán pořadateli nizozemského festivalu animovaného filmu „KLIK!“ EYE Filmmuseum jako „zábavný a okouzlující“. Následně zde vyhrál cenu dětského publika. Seriál byl chválen serverem Mashable pro řešení problémů, kterým čelí mileniálové a pro reprezentaci menšin. V podobném duchu deník The Straits Times pozitivně zmiňuje etnickou a genderovou inkluzivitu.
Seriál vyhrál několik cen a na několik dalších byl nominován. Například v roce 2016 vyhrál Children's Award Britské akademie filmového a televizního umění v mezinárodní kategorii, v roce 2017 Kidscreen Awards v kategoriích nejlepší animovaný seriál a nejlepší scénář, na festivalu Internationales Trickfilm-Festival Stuttgart v kategorii nejlepší mezinárodní animovaný dětský pořad nebo cenu Annie pro nejlepší televizní dílo pro děti za epizodu Panda's Art v roce 2018.